# Andrei Nichifor Băleanu
Pentru alte sensuri, vedeți Andrei Băleanu (dezambiguizare).
Andrei Băleanu sau Andrei Nichifor Băleanu (născut Andronii Băleanu; n. 17 mai 1935, satul Izvoare, județul Soroca – d. 24 iulie 2000, Chișinău, Republica Moldova) a fost un regizor de teatru și un actor de teatru și film din Republica Moldova. În anul 1983 i se decernează titlul de Maestru Emerit al Artelor din Republica Moldova.

## Copilăria și studiile
La 17 mai 1935 în familia lui Nichifor Băleanu din satul Izvoare, județul Soroca (în prezent sat din raionul Florești) se naște fiul Andronie. Varianta rară a acestui nume de botez, desprins parcă din paginile ispisoacelor și zapiselor medievale, e o alegere firească în localitatea de naștere a viitorului regizor de teatru, o străveche vatră răzășească, păstrătoare de tradiții.
În timpul anilor de studii la școala medie din satul vecin Frumușica, tânărul Andrei Băleanu devine pasionat de literatură. La școală, profesoara de limba franceză Larisa Tomacinschi-Palii organiza activități extracuriculare axate pe familiarizarea elevilor cu lucrări literare de valoare universală: elevii pregăteau recitaluri de poezie, spectacole, dansuri. După seratele școlare profesoara de limba franceză le povestea elevilor pasionați de literatură, într-un cerc mai restrâns, despre clasicii literaturii naționale, mulți dintre care fuseseră omiși din programul școlar din acea perioadă postbelică. Spectacolele după poveștile "sfătosului bunic din Humulești" tranziționau în conversații despre bojdeuca lui Ion Creangă din cartierul Țicău al Iașilor și despre anii de studii ai profesoarei în vechea capitală a Moldovei. Frumușica devine un spațiu unde Andrei își încearcă puterile în ale regiei, montând prima piesă de teatru, ai cărei protagoniști sunt chiar colegii de școală, printre care se numără și Mircea Snegur, viitorul politician. Tot în acest spațiu i se înfiripă dragostea față de literatura clasică, căreia îi va rămâne un admirator loial pe parcursul întregii vieți.
După absolvirea școlii medii Andrei Băleanu se înscrie la studii la Facultatea de Filologie a Universității de Stat din Chișinău pe care o absolvește în anul 1960. Apoi, în anul 1964 absolvește Facultatea de Actorie a Institutului de Arte "Gavriil Muzicescu". În 1966 își continuă instruirea profesională în ale actoriei cu un stagiu la Teatrul de Comedie din Leningrad (în prezent Sankt Petersburg), sub conducerea regizorului și profesorului Nikolai Akimov, Artist al Poporului din URSS.

## Activitatea artistică
Andrei Băleanu își face debutul actoricesc în 1964, iar cel regizoral în 1967, cu spectacolul "Rops" de Boris Kabur. Și-a început cariera regizorală în componența colectivului teatral de la Teatrul Național din Chișinău, la timpul respectiv – Teatrul moldovenesc "A.S. Pușkin"; acest colectiv întrunea pe atunci doar câțiva actori. Într-o perioadă marcată profund de guvernarea totalitară de la conducere, cu restricțiile și cenzura de rigoare în efect, regizorul Andrei Băleanu alege în montările sale autorii clasici pentru a evita astfel intervențiile ideologice devastatoare pentru o fire creatoare. Cu toate acestea, o serie din spectacolele montate de el au fost interzise pe scena teatrului, din motivul că foloseau scenarii pe baza lucrărilor din literatura universală traduse în românește de literați din dreapta Prutului.
Regizorul Andrei Băleanu a produs multe piese memorabile, precum ar fi: drama "Cerbii albaștri" de Alexei F. Kolomiets, "Ciocârlia" de Jean Anouilh, "Lyubov Yarovaya" de Konstantin A. Trenyov, "O noapte furtunoasă" de Ion Luca Caragiale, "Despot Vodă" și "Fântâna Blanduziei" de Vasile Alecsandri, "Premiul" de Aleksandr I. Gelman, "Pe-o gură de rai" de Ion Podoleanu, "Solo pentru orologiu" de Oswald Zahradnik, "Amu, cică era odată..." - o adaptare după povestea lui Ion Creangă "Povestea lui Harap-Alb" și altele.
Actorul Andrei Băleanu s-a filmat în câteva pelicule turnate la studioul Moldova-film. Spre sfârsitul carierei sale a activat în calitate de director artistic al Centrului Republican de Cultură și Artă din Chișinău. Andrei Băleanu a fost și consilier prezidențial în probleme de cultură al colegului și prietenului său din anii de scoală, Mircea Snegur, primul președinte al Republicii Moldova.
Era pasionat de șah și practica această ocupație în clipele libere. Îi plăcea să spună în mod repetat: teatrul o să-i învețe pe toți până la urmă...
Regizorul și actorul Andrei Băleanu s-a stins din viată la 24 iulie 2000. A fost înmormântat în Cimitirul Central din Chișinău.

## Filmografia
- "Poienile roșii",1966 ‒ episod. Film realizat de Emil Loteanu.
- "Lăutarii",1971 ‒ Gheorghe Negostin. Film realizat de Emil Loteanu.
- "Nesfârșita lună a căușului",1984 ‒ episod. Film realizat de Vlad Druc.

## Aprecieri și distincții
- În anul 1983 se învrednicește de titlul de Maestru Emerit al Artelor din Republica Moldova.
- La 17 mai 1995 este decorat cu medalia Meritul Civic, cu ocazia aniversării de 60 de ani de la naștere.[2]
- Portret: Andrei Băleanu[3] (ulei pe pânză, 505 x 505 mm), autor Filimon HĂMURARU Arhivat în 26 septembrie 2016, la Wayback Machine..